# Моара дин Гроапа (Дамбовица)
Моара дин Гроапа (рум. Moara din Groapă) насеље је у Румунији у округу Дамбовица у општини Корбиј Мари. Oпштина се налази на надморској висини од 142 m.

## Становништво
Према подацима из 2002. године у насељу је живело 190 становника, од којих су сви румунске националности.